# الألعاب النارية (مسلسل كوري)
الألعاب النارية ((هانغل: 불꽃놀이; ر.ر: Bulkkotnori)) مسلسل كوري بطولة الممثل كانج جي هوان وهان شي يونج. عرض المسلسل في قناة إم بي سي الكورية من 13 مايو حتى 9 يوليو 2006 أيام السبت والأحد الساعة 21:40 بتوقيت كوريا وعدد حلقاته 17 حلقة. [بحاجة لمصدر]

## الحبكة
يدور المسلسل حول البطلة شين نارا التي تملك عزيمة قوية وكانت تحلم بأن تصبح امرأة عاملة ناجحة لكن بدلا من ذلك أضاعت أفضل سنوات عمرها في إعالة صديقها كانج سينج وو لمدة سبع سنوات. الآن أصبح محاسبا ناجحا وهي بلا وظيفة وقاربت على سن الثلاثين. كانت نارا ترغب في الزواج من سينج وو لكن بعد عودته من رحلة عمل، انفصل عنها بشكل غير متوقع في الاحتفال بمرور سبع سنوات على علاقتهما، وأخبرها أنه أقام علاقة مع امرأة أخرى وقع في حبها، وهي مديرة في شركة مستحضرات تجميل تدعى شا ميراي.
من أجل أن تنسى نارا آلامها، شربت حتى الثمالة ودون وعي أوقعت خاتم الخطبة الذي أهداه لها سينج وو في كوب الخمر. نا إن جاي شرب الخمر من الكوب دون أن يرى الخاتم وانتهى بهما الحال في المستشفى.
لاحقا قررت نارا مواجهة المرأة التي سلبتها صديقها لكن بينما كانت في شركة ميراي لاحظت وجود وظيفة خالية. انتحلت نارا شخصية شقيقتها التي تبلغ العشرين ناكيونج وهي خريجة ثانوي، وبدأت العمل كموظفة في المبيعات في الشركة. لسوء حظها كان زميلها في العمل إن جاي الذي كان يحب ميراي أيضا. تدور الأحداث بين نارا وإن جاي في العمل وكانت نارا تعتبر إن جاي مدلل وغير ناضج. لكنها لم تكن تعلم أن إن جاي في الواقع ابن نائبة مدير الشركة التي أرغمته على تعلم العمل من البداية.

## روابط خارجية
- الألعاب النارية على موقع IMDb (الإنجليزية)
- الألعاب النارية على موقع كينوبويسك (الروسية)
- الألعاب النارية على موقع قاعدة بيانات الفيلم (الإنجليزية)
- Fireworks official MBC website (بالكورية)
- Fireworks على هانسينما
- Fireworks  في قاعدة بيانات الأفلام على الإنترنت (بالإنجليزية)